# Grady McDonnell
Grady McDonnell (Surrey, 17 februari 2008) is een Iers-Canadees voetballer die bij voorkeur als middenvelder speelt. Hij tekende in 2024 voor Vancouver FC.

## Clubcarrière
Op 17 januari 2024 tekende McDonnell een profcontract bij Vancouver FC. Op 3 mei 2024 debuteerde hij tegen Cavalry FC. In zijn debuutseizoen kwam hij tot een totaal van zeventien competitieduels.